# Lošany
Lošany (en allemand : Großloschan) est une commune du district de Kolín, dans la région de Bohême-Centrale, en République tchèque. Sa population s'élevait à 309 habitants en 2020.

## Géographie
Lošany se trouve à 7 km au sud-ouest du centre de Kolín, à 12 km à l'ouest-nord-ouest de Kutná Hora et à 50 km à l'est-sud-est de Prague.
La commune est limitée par Křečhoř au nord, par Radovesnice I et Kbel à l'est, par Kořenice au sud, par Dolní Chvatliny au sud-ouest, et par Polní Voděrady et Libodřice à l'ouest.

## Histoire
La première mention écrite de la localité date de 1259.

## Administration
La commune se compose de deux quartiers :
- Lošany
- Lošánky